# Gottfried Holic
Gottfried Holic (1943 – 2010) byl německý náboženský vůdce.
Vyrůstal jako jedináček. Zpočátku studoval ve Vídni historii a němčinu. Veden vlastní náboženskou zkušeností, kdy ve věku 23 let hrál šachy s agnostiky ve Waldmüllerově parku, se chtěl zcela zasvětit „Ježíšovým požadavkům“. Na podzim roku 1968 začal studovat katolickou teologii, ale pravděpodobně ji nedokončil a získal pověst „věčného studenta“. Koncem 70. let po negativních zkušenostech s různými církvemi (pravděpodobně 1977/1978) založil vlastní skupinu se dvěma dalšími studenty teologie ve Vídni. Původně se jim říkalo „Kingfishers“, protože tato první obec se nacházela na ulici Eisvogel (Kingfisher) ve Vídni. Členové skupiny se snažili žít podle evangelia.
Skupina, i když si toho původně nevšimla, dočasně získala větší publicitu, když v roce 1982 ustaraní rodiče unesli svou 22letou dceru ve snaze zrušit její spojení se skupinou. Dcera se po několika dnech osvobodila a podala na rodinu obžalobu. Skupina samotná byla tímto incidentem spojena ještě pevněji. Po roce 1983 přerušila jakýkoli ekumenický kontakt s okolními církvemi. Český religionistický portál Náboženský infoservis řadí tuto skupinu mezi praktikující tzv. shunning.
Skupina, působící převážně mezi studenty, měla své „pobočky“ i v okolních zemích, ve Východním Německu, Polsku, Nizozemí, Litvě a České republice, později v Stuttgartu a Mnichově.
V době po přelomu tisíciletí byl sám Holic ale ze skupiny, kterou založil, vyloučen. Zemřel ve Vídni v prosinci 2010.